# 급진주의자를 위한 규칙
《급진주의자를 위한 규칙: 현실적 급진주의자를 위한 실용 입문서》 는 커뮤니티 활동가이자 작가인 솔 앨린스키가 변화를 위한 운동을 성공적으로 실행하는 방법에 대해 쓴 1971년 책이다. 그것은 앨린스키가 쓴 마지막 책이며 1972년 그가 사망하기 직전에 출판되었다. :41그의 목표는 미래의 커뮤니티 조직가들이 필요한 사회적, 정치적, 법적, 경제적 힘 을 얻기 위해 저소득 커뮤니티 또는 "가지고 있지 않은 사람들"을 통합하는 데 사용할 지침을 만드는 것이었다. 그 안에 Alinsky는 1939년부터 1971년까지 커뮤니티 조직의 경험을 통해 배운 교훈을 수집하고 이러한 교훈을 현재의 새로운 급진적 세대를 대상으로 삼았다.
10개의 장으로 나누어진 이 책은 커뮤니티 조직자가 다양한 문제에 변화를 가져올 수 있는 힘을 가진 활동적인 풀뿌리 조직으로 사람들을 성공적으로 통합한다는 목표를 달성할 수 있는 방법에 대한 10가지 교훈을 제공한다. 지역 사회 조직을 대상으로 하지만 이 장에서는 윤리, 교육, 커뮤니케이션, 상징 구성 및 정치 철학과 같은 다른 문제도 다룬다.
앨린스키의 원칙은 1971년 에 반문화 시대의 신세대 조직가들을 위해 출판되었지만 수많은 정부, 노동계, 지역사회 및 회중 기반 조직에 의해 적용되었으며 그의 조직 방법의 주요 주제는 최근 정치 캠페인에서 반복되는 요소였다.

### 규칙
1. "권력은 당신이 가진 것뿐만 아니라 적이 당신이 가지고 있다고 생각하는 것이다."
2. "당신의 사람들의 전문 지식을 벗어나지 밀이리."
3. "가능하면 적의 전문지식을 벗어나라."
4. "적군이 자신의 규칙 책에 따라 살도록 하리."
5. "조롱은 인간의 가장 강력한 무기이다. 방어가 없다. 조롱에 반격하는 것은 거의 불가능하다. 또한 그것은 야당을 화나게 하고, 그러면 그들은 당신에게 유리하게 반응한다."
6. "좋은 전술은 당신의 사람들이 즐기는 전술이다."
7. "너무 오래 끌리는 전술은 끌림이 된다."
8. "계속 압박하라."
9. "위협은 일반적으로 그 자체보다 더 무섭다. "
10. "전술의 주요 전제는 적군을 지속적으로 압박할 작전을 개발하는 것이다."
11. "네거티브를 충분히 세게 밀면 반대 방향으로 뚫고 들어갈 것이다. 이것은 모든 긍정적 인 부분에 부정적인 면이 있다는 원칙에 기반한다."
12. "성공적인 공격의 대가는 건설적인 대안이다."
13. "목표물을 선택하고, 동결하고, 개인화하고, 양극화하라. "